# Cantone di Romorantin-Lanthenay-Nord
Il Cantone di Romorantin-Lanthenay-Nord era una divisione amministrativa dell'arrondissement di Romorantin-Lanthenay.
È stato soppresso a seguito della riforma complessiva dei cantoni del 2014, che è entrata in vigore con le elezioni dipartimentali del 2015.
Comprendeva parte del comune di Romorantin-Lanthenay e i comuni di:
- Courmemin
- Millançay
- Veilleins
- Vernou-en-Sologne